# کون‌مینگ
کون‌مینگ (به چینی: 昆明 به انگلیسی: Kunming) یکی از شهرهای کشور جمهوری خلق چین است. جمعیت آن در سال ۲۰۰۸ میلادی برابر ۱٬۰۶۷٬۵۵۷ نفر تخمین زده شده‌است. جمعیت آن با حومه بیش ۶٬۴۸۶٬۴۰۰ نفر می‌باشد.
کونمینگ مرکز استان یون‌نان است و در جنوب شرقی چین قرار گرفته‌است. این شهر، از نظر اداری مستقل است. به دلیل داشتن طبیعت زیبا، به شهر دارای بهار جاویدان (شهر همیشه بهار) شهرت یافته‌است.

## نگارخانه

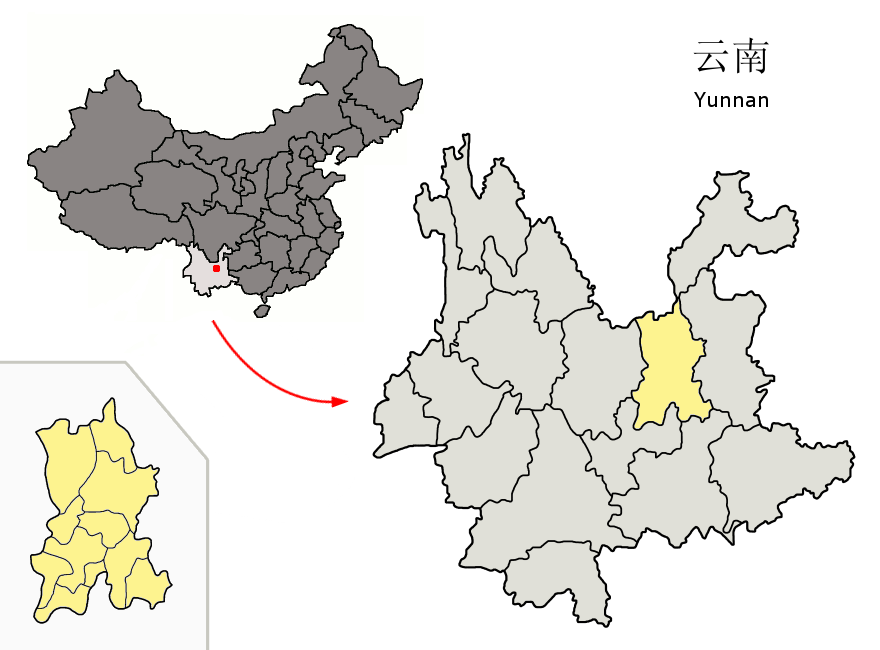
کون‌مینگ در نقشه چین
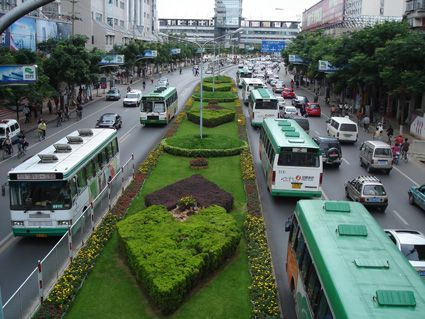
خیابانی در کون‌مینگ